# 1714 au Canada
Pour un article plus général, voir Chronologie du Canada.
Cet article traite des événements qui se sont produits durant l'année 1714 au Canada.

## Événements
- 1er janvier : Philippe de Pastour de Costebelle devient le premier gouverneur de l’Île Royale[1].

- 20 septembre : dans une lettre au ministre Pontchartrain, le gouverneur de la Nouvelle-France Philippe de Rigaud de Vaudreuil et l’intendant Bégon projettent de fortifier Montréal et Québec. Montréal ne sera fortifiée qu’à la fin des années 1730, Québec le sera dès 1720 aux frais du roi de France[2].
- 22 septembre (11 septembre du calendrier julien[3]) : à la suite du traité d’Utrecht, le commandant du fort Bourbon à la baie d’Hudson remet ce fort aux anglais. L’endroit est renommé York Factory.

- Le gouverneur Philippe de Rigaud de Vaudreuil repart en France pour deux ans. Claude de Ramezay le remplace à titre de gouverneur de la Nouvelle-France[4].

## Naissances
- 23 septembre : Paulus Æmilius Irving, militaire († 22 avril 1796).
- 1er décembre : Pierre Gaultier de La Vérendrye, explorateur des prairies († 13 septembre 1755).

## Décès
- 3 octobre : Jeanne Le Ber, religieuse recluse  (° 4 janvier 1662).
- François Dauphin de la Forest, gouverneur de fort  (° 1649).
- Pierre Maisonnat, corsaire et colon acadien  (° 5 juillet 1658).